# H3L
H3L is een Nederlandse televisieserie, geproduceerd door Tuvalu Media en te streamen op Videoland.
Het eerste seizoen verscheen in 2019. Een jaar later volgde het tweede seizoen. Inmiddels zijn er zes seizoenen van de serie verschenen en een zevende seizoen zal in februari 2025 verschijnen.
In 2024 won H3L een Televizier-Ring Jeugd.

## Verhaal

### Seizoen 1 (2019)
In H3L worden vijf leerlingen gevolgd die deel uitmaken van de horrorklas H3L op het Keizer Vijzels College: Tess (Romy van der Put), Thomas (Levy Jansen), Faiz (Hamza Othman), Ollie (Davy Driessen) en Roos (Serah Doku). Deze vijf tieners zijn hun kindertijd al ver ontgroeid, maar nog lang niet volwassen. Ieder van hen komt in aanraking met thema's als seks, drugs, liefde, discriminatie, identiteit, vriendschap en jaloezie.

### Seizoen 2 (2020)
Het tweede seizoen volgt opnieuw dezelfde vijf leerlingen die met allerlei lastige thema's te maken krijgen.

### Seizoen 3 (2021)
In het derde seizoen hebben de vijf leerlingen een tijdsprong gemaakt en zitten de vijf leerlingen in het laatste jaar van de havo. Ondertussen ontstaat er een nieuwe rebelse klas die het evenmin heeft gesteld op de regels van de school. Vanuit deze klas worden de volgende drie leerlingen gevolgd: Quinty (Kymora Sade), Christina (Mathil Weich) en Dylan (Jean Salazar Tavera).

### Seizoen 4 (2022)
Zaka (Ciraj Amalal) en Joey (Mark Lucas) worden overgeplaatst naar H3L omdat hun oude school niet meer wist hoe ze met hen om moest gaan. Ook op het Keizer Vijzels College zorgen zij voor de nodige problemen wanneer zij botsen met Dylan. Christina wil ondertussen intiemer worden met Dylan en heeft nachtmerries over klasgenoot Tygo (Daan Kruysifix). Quinty heeft interesse in haar nieuwe klasgenoten Zaka en Joey en dat zorgt voor spanning in haar vrienschap met Christina.

### Seizoen 5 (2023)
Rox (Manou Jue Cardoso) is nieuw in H3L en zorgt met een van haar acties voor spanning in de klas.

### Seizoen 6 (2024)
De leerlingen zitten in 5HAVO, het examenjaar. Hierdoor zijn zij genoodzaakt om na te denken over hun toekomst. Daarnaast dienen zijn allen te dealen met de gevolgen van eerdere acties. Het examenjaar is voor hen alleen confronterend en zorgt voor flink wat tegengas, fikse onzekerheden en grote problemen. Allen vrezen na dit jaar in de steek te worden gelaten.

### Seizoen 7 (2025)
Rox moet haar draai zien te vinden in haar nieuwe klas nadat veel van haar klasgenoten zijn geslaagd. Ze raakt bevriend met Valentina, een weerbaarheidstrainer, die al snel haar ware aard laat zien. Ondertussen verdwijnt klasgenote Emily spoorloos.

## Rolverdeling
| Acteur               | Personage          |
| -------------------- | ------------------ |
| Catalijn Willemsen   | Anne Smit          |
| Jan Willem Hofma     | Maarten Veldhoven  |
| Romy van de Put      | Tess               |
| Davey Driessen       | Olivier            |
| Levy Jansen          | Thomas             |
| Serah Doku           | Roos               |
| Mathil Weich         | Christina Dieleman |
| Hamza Othman         | Faiz               |
| Kymora Sade          | Quinty Ajoeb       |
| Ciraj Amalal         | Zaka Tahiri        |
| Mark Werkhoven       | Joey van den Berg  |
| Jean Salazara Tavera | Dylan Gomez        |
| Manou Jue Cardoso    | Roxanne Haverman   |
| Marlon Matla         | Scholier           |
| Felipe Gomez         | Carlos             |
| Suuz van Wijk        | Marieke Dieleman   |
| Famke Evers          | Fleur              |
| Nora Akachar         | Dalila Tahiri      |
| Ezra Blok            | Benjamin           |
| Phebe Meulenbroek    | Emily              |
| Anas Derow           | Freddie            |
| Jasmien Bosveld      | Sam                |

## Achtergrond
De jeugdserie H3L behandelt gevoelige onderwerpen zoals eenzaamheid, depressie, groepsdruk, tienerzwangerschap, suïcidale neigingen en nog veel meer. Het zevende seizoen begon in februari. De serie is populair vanwege zijn durf en het specifieke gebruik van Nederlandse tienerervaringen, met realistische gesprekken en scènes die niet schuwen om grof taalgebruik en tienerproblemen te tonen. H3L biedt een educatieve boodschap op een informele manier, door te laten zien wat er mis kan gaan zonder belerend te zijn. Het succes is mede te danken aan de vrijheid die Videoland biedt voor uitdagende en schurende onderwerpen, die vaak moeilijker op de publieke omroep te behandelen zijn. De serie spreekt zowel jongere als oudere tieners aan door zijn humor, spanning en herkenbare thema’s.

## Prijzen en nominaties
| Jaar | Prijs                            | Categorie             | Uitslag     | Ref    |
| ---- | -------------------------------- | --------------------- | ----------- | ------ |
| 2024 | Gouden Televizier-Ring Gala 2024 | Televizier-Ring Jeugd | Gewonnen    | [ 4 ]  |
| 2023 | Gouden Televizier-Ring Gala 2023 | Televizier-Ring Jeugd | Genomineerd | [ 10 ] |
| 2021 | Best Social Award                | Positieve Impact      | Gewonnen    | [ 11 ] |